# Перелік громад, що змінили церковну юрисдикцію з УПЦ (МП) на ПЦУ (2023)
Це список релігійних громад, що перейшли з УПЦ (МП) до ПЦУ у 2023 році. Жирним виділені громади, перереєстровані офіційно.
| №    | Населений пункт           | Область           | Назва громади                                                      | Дата переходу | Примітки |
| ---- | ------------------------- | ----------------- | ------------------------------------------------------------------ | ------------- | --- |
| 1205 | с. Ясногородка            | Київська          | Церква Святого Миколая                                             | 02.01.23      | |
| 1206 | с. Перемишель             | Хмельницька       | Церква Іоанна Богослова                                            | 03.01.23      | |
| 1207 | с. Глинськ                | Сумська           | Церква Святого Миколая                                             | 04.01.23      | Без настоятеля |
| 1208 | с. Товмачик               | Івано-Франківська | Церква Преображення Господнього                                    | 06.01.23      | |
| 1209 | м. Прилуки                | Чернігівська      | Церква Всіх Святих                                                 | 10.01.23      | |
| 1210 | с. Витків                 | Рівненська        | Церква Святого Якова                                               | 14.01.23      | |
| 1211 | с. Варварівка             | Хмельницька       | Церква Святої Покрови                                              | 15.01.23      | |
| 1212 | с. Семиполки              | Київська          | Церква Святої Трійці                                               | 16.01.23      | |
| 1213 | с. Йосипівка              | Вінницька         | Церква Святого Миколая                                             | 16.01.23      | |
| 1214 | с. Лошківці               | Хмельницька       | Церква Покрови Богородиці                                          | 16.01.23      | |
| 1215 | с. Лісове                 | Волинська         | Церква Покрови Богородиці                                          | 17.01.23      | Без настоятеля |
| 1216 | с. Юринці                 | Хмельницька       | Церква Святого Георгія                                             | 18.01.23      | |
| 1217 | м. Кременчук              | Полтавська        | Церква Серафима Саровського                                        | 22.01.23      | |
| 1218 | с. Голодьки               | Київська          | Церква Воздвиження Хреста                                          | 29.01.23      | |
| 1219 | с. Матвіїха               | Київська          | Церква Різдва Богородиці                                           | 30.01.23      | |
| 1220 | с. Гайворон               | Київська          | Церква Введення в храм Богородиці                                  | 30.01.23      | |
| 1221 | с. Рубченки               | Київська          | Церква Покрови Пресвятої Богородиці                                | 30.01.23      | |
| 1222 | с. Голови                 | Івано-Франківська | Церква Покрови Богородиці                                          | 30.01.23      | |
| 1223 | с. Кикова                 | Житомирська       | Церква Успіння Богородиці                                          | 31.01.23      | Без настоятеля |
| 1224 | с. Феневичі               | Київська          | Церква Святого Олександра Невського                                | 01.02.23      | |
| 1225 | с. Несолонь               | Житомирська       | Церква Воскресіння Господнього                                     | 04.02.23      | |
| 1226 | с. Шкарів                 | Рівненська        | Церква Святого Михайла                                             | 04.02.23      | |
| 1227 | с. Новопіль               | Житомирська       | Церква Святого Михайла                                             | 05.02.23      | Без настоятеля |
| 1228 | с. Оса                    | Волинська         | Церква Святого Михайла                                             | 07.02.23      | |
| 1229 | смт. Биківка              | Житомирська       | Церква Петра і Павла                                               | 08.02.23      | Без настоятеля |
| 1230 | с. Кропивня               | Житомирська       | Церква Воздвиження Хреста                                          | 08.02.23      | |
| 1231 | с. Великий Вистороп       | Сумська           | Церква великомучениці Параскеви                                    | 08.02.23      | |
| 1232 | с. Морозівка              | Київська          | Церква Успіння Богородиці                                          | 09.02.23      | |
| 1233 | с. Баб'янка               | Івано-Франківська | Свято-Михайлівський Угорницький чоловічий монастир                 | 10.02.23      | |
| 1234 | с. Дубіївка               | Хмельницька       | Церква Різдва Богородиці                                           | 10.02.23      | |
| 1235 | с. Верхній Студений       | Закарпатська      | Церква Благовіщення Богородиці                                     | 11.02.23      | |
| 1236 | с. Верхній Студений       | Закарпатська      | Церква Святого Миколая                                             | 11.02.23      | |
| 1237 | м. Нововолинськ           | Волинська         | Церква Вознесіння Господнього                                      | 11.02.23      | Без настоятеля |
| 1238 | с. Білецьківка            | Полтавська        | Церква Введення Богородиці                                         | 12.02.23      | |
| 1239 | с. Славів                 | Житомирська       | Церква Іоанна Богослова                                            | 12.02.23      | |
| 1240 | с. Зубарі                 | Хмельницька       | Церква Святого Стефана                                             | 13.02.23      | |
| 1241 | с. Калинівка              | Київська          | Церква Святої Варвари                                              | 13.02.23      | |
| 1242 | с. Жигалівка              | Вінницька         | Церква великомучениці Параскеви                                    | 15.02.23      | |
| 1243 | с. Тальки                 | Житомирська       | Церква Іоанна Богослова                                            | 18.02.23      | |
| 1244 | с. Станіславчик           | Вінницька         | Церква Вознесіння Господнього                                      | 19.02.23      | |
| 1245 | с. Новий Корець           | Рівненська        | Церква Святої Параскеви                                            | 21.02.23      | |
| 1246 | м. Вінниця                | Вінницька         | Церква Лаврентія Чернігівського                                    | 21.02.23      | |
| 1247 | с. Мовчани                | Вінницька         | Церква Успіння Богородиці                                          | 22.02.23      | |
| 1248 | с. Синява                 | Київська          | Церква Святого Миколая                                             | 22.02.23      | |
| 1249 | с. Немильня               | Житомирська       | Церква Покрови Богородиці                                          | 23.02.23      | |
| 1250 | м. Боярка                 | Київська          | Церква Святого Михайла                                             | 25.02.23      | |
| 1251 | с. Чорногородка           | Київська          | Церква Різдва Богородиці                                           | 25.02.23      | |
| 1252 | с. Шпичинці               | Хмельницька       | Церква Косьми і Даміана                                            | 25.02.23      | |
| 1253 | с. Волосівці              | Хмельницька       | Церква Покрови Богородиці                                          | 25.02.23      | |
| 1254 | с. Ольшаниця              | Київська          | Церква Покрови Богородиці                                          | 26.02.23      | |
| 1255 | с. Юрівка                 | Хмельницька       | Церква Святого Михайла                                             | 02.03.23      | Без настоятеля |
| 1256 | с. Радулин                | Житомирська       | Церква Святого Михайла                                             | 03.03.23      | |
| 1257 | с. Джурин                 | Вінницька         | Церква Різдва Пресвятої Богородиці                                 | 04.03.23      | |
| 1258 | с. Малі Орлинці           | Хмельницька       | Церква Святого Димитрія                                            | 06.03.23      | |
| 1259 | с. Осокорівка             | Херсонська        | Церква Святої Трійці                                               | 06.03.23      | |
| 1260 | с. Шрубків                | Хмельницька       | Церква Святої Покрови                                              | 06.03.23      | |
| 1261 | с. Супрунківці            | Хмельницька       | Церква Воздвиження Хреста Господнього                              | 09.03.23      | |
| 1262 | с. Думенки                | Вінницька         | Церква Покрови Пресвятої Богородиці                                | 10.03.23      | |
| 1263 | с. Розкопанці             | Київська          | Церква апостола Іоанна Богослова                                   | 12.03.23      | |
| 1264 | м. Тетіїв                 | Київська          | Церква Святого Миколая                                             | 15.03.23      | Перереєстрована 15.03.2023 |
| 1265 | с. Росішки                | Київська          | Церква Архістратига Михаїла                                        | 18.03.23      | |
| 1266 | смт. Сатанів              | Хмельницька       | Церква Воскресіння Господнього                                     | 23.03.23      | |
| 1267 | с. Блиставиця             | Київська          | Церква Святої Параскеви                                            | 25.03.23      | |
| 1268 | с. Барвинівка             | Житомирська       | Церква Вознесіння Господнього                                      | 28.03.23      | Без настоятеля |
| 1269 | с. Слобідка               | Хмельницька       | Церква Різдва Богородиці                                           | 29.03.23      | |
| 1270 | с. Кальна                 | Хмельницька       | Церква Успіння Пресвятої Богородиці                                | 29.03.23      | |
| 1271 | с. Стара Прилука          | Вінницька         | Церква Преображення Господнього                                    | 30.03.23      | Перереєстрована 30.03.23 |
| 1272 | с. Малківка               | Чернігівська      | Церква Святого Михайла                                             | 30.03.23      | |
| 1273 | смт. Пулини               | Житомирська       | Церква Святого Володимира                                          | 31.03.23      | |
| 1274 | с. Ясна Поляна            | Житомирська       | Церква Святого Іоанна Богослова                                    | 31.03.23      | |
| 1275 | с. Ясна Поляна            | Житомирська       | Церква Святої Ольги                                                | 31.03.23      | |
| 1276 | с. В'язовець              | Житомирська       | Церква Святих Петра і Павла                                        | 31.03.23      | |
| 1277 | с. Сколобів               | Житомирська       | Церква Святої Покрови                                              | 31.03.23      | |
| 1278 | с. Очеретянка             | Житомирська       | Церква Казанської ікони                                            | 31.03.23      | |
| 1279 | с. Журбинці               | Вінницька         | Церква св. Іоана Богослова                                         | 31.03.23      | Перереєстрована 31.03.23 |
| 1280 | с. Цимбалівка             | Хмельницька       | Церква Воздвиження Хреста Господнього                              | 31.03.23      | |
| 1281 | с. Грузьке                | Київська          | Церква Святого Архістратига Михаїла                                | 01.04.23      | |
| 1282 | с. Довгополівка           | Вінницька         | Церква Святого Михаїла                                             | 02.04.23      | |
| 1283 | с. Рів                    | Вінницька         | Церква святого апостола Іоанна Богослова                           | 02.04.23      | |
| 1284 | с. Лопатинці              | Вінницька         | Церква Чуда архістратига Божого Михаїла                            | 02.04.23      | |
| 1285 | с. Грабівці               | Вінницька         | Церква Святої Покрови                                              | 02.04.23      | |
| 1286 | м. Хмельницький           | Хмельницька       | Собор Покрови Пресвятої Богородиці                                 | 02.04.23      | Без настоятеля Перереєстрована 06.04.2023 |
| 1287 | смт. Іршанськ             | Житомирська       | Церква Святої Покрови                                              | 02.04.23      | Без настоятеля |
| 1288 | с. Пугачівка              | Київська          | Церква Казанської ікони Божої Матері                               | 02.04.23      | |
| 1289 | с. Пасічна                | Київська          | Церква Святої Трійці                                               | 02.04.23      | |
| 1290 | с. Руда                   | Хмельницька       | Церква Покрови Пресвятої Богородиці                                | 04.04.23      | |
| 1291 | с. Цвіклівці Перші        | Хмельницька       | Церква Святого великомученика Георгія Побідоносця                  | 04.04.23      | |
| 1292 | с. Вчорайше               | Житомирська       | Церква Святого Михайла                                             | 04.04.23      | Без настоятеля |
| 1293 | м. Хмельницький           | Хмельницька       | Церква Казанської ікони Божої Матері                               | 04.04.23      | Без настоятеля |
| 1294 | с. Городище               | Хмельницька       | Церква Святителя Миколая Чудотворця                                | 04.04.23      | |
| 1295 | с. Миколаїв               | Хмельницька       | Церква Святої Покрови                                              | 04.04.23      | |
| 1296 | с. Радівці                | Хмельницька       | Церква Святого Михайла                                             | 04.04.23      | |
| 1297 | с. Жабче                  | Хмельницька       | Церква Святої Трійці                                               | 04.04.23      | |
| 1298 | с. Шевченка               | Хмельницька       | Церква Святого мученика Анатолія                                   | 04.04.23      | |
| 1299 | м. Львів                  | Львівська         | Церква святого Георгія                                             | 05.04.23      | |
| 1300 | м. Вараш                  | Рівненська        | Собор Преображення Господнього                                     | 05.04.23      | |
| 1301 | м. Хмельницький           | Хмельницька       | Церква Різдва Пресвятої Богородиці                                 | 05.04.23      | На думку Московського патріархату, парафія буцімто повернулася до УПЦ МП, проте статут релігійної громади ПЦУ вже затверджено, а 24 травня Хмельницька міська рада остаточно закріпила землю під храмом за ПЦУ |
| 1302 | м. Баранівка              | Житомирська       | Церква Різдва Богородиці                                           | 05.04.23      | Без настоятеля |
| 1303 | с. Кулига                 | Вінницька         | Церква Святого Іоанна Богослова                                    | 06.04.23      | |
| 1304 | с. Любарці                | Київська          | Церква Архистратига Михаїла                                        | 06.04.23      | Без настоятеля |
| 1305 | м. Рава-Руська            | Львівська         | Церква Святої Трійці                                               | 06.04.23      | |
| 1306 | с. Саїнка                 | Вінницька         | Церква Покрови Пресвятої Богородиці                                | 06.04.23      | |
| 1307 | м. Деражня                | Хмельницька       | Церква Архистратига Михаїла                                        | 06.04.23      | |
| 1308 | с. Володимирівка          | Київська          | Церква Казанської ікони Божої Матері                               | 06.04.23      | |
| 1309 | с. Чубинці                | Київська          | Церква Різдва Пресвятої Богородиці                                 | 06.04.23      | |
| 1310 | с. Прибірськ              | Київська          | Церква Святої Покрови                                              | 06.04.23      | |
| 1311 | с. Гатне                  | Київська          | Церква Святої Покрови                                              | 06.04.23      | |
| 1312 | смт. Бабинці              | Київська          | Церква Безсрібників Косми і Даміана                                | 06.04.23      | Без настоятеля. Офіційно храм переданий 07.04.2023 |
| 1313 | смт. Пісківка             | Київська          | Церква Серафима Саровського                                        | 06.04.23      | |
| 1314 | с. Насташка               | Київська          | Церква Успіння Пресвятої Богородиці                                | 06.04.23      | |
| 1315 | с. Сеньківка              | Київська          | Церква Святого Харлампія                                           | 06.04.23      | |
| 1316 | с. Сварицевичі            | Рівненська        | Церква Святого Юрія                                                | 06.04.23      | |
| 1317 | с. Жаботин                | Черкаська         | Церква Успіння Пресвятої Богородиці                                | 06.04.23      | |
| 1318 | с. Деньги                 | Черкаська         | Церква Архистратига Михаїла                                        | 06.04.23      | |
| 1319 | с. Стоянів                | Львівська         | Церква Святої Параскеви-П'ятниці                                   | 06.04.23      | |
| 1320 | с. Розумівка              | Кіровоградська    | Церква Воздвиження Хреста Господнього                              | 07.04.23      | |
| 1321 | м. Кам'янець-Подільський  | Хмельницька       | Кафедральний собор святого благовірного князя Олександра Невського | 08.04.23      | Храм використовує громада УПЦ МП |
| 1322 | м. Старокостянтинів       | Хмельницька       | Церква Різдва Богородиці                                           | 08.04.23      | |
| 1323 | м. Борислав               | Львівська         | Церква Покрови Пресвятої Богородиці                                | 08.04.23      | |
| 1324 | с. Нападівка              | Вінницька         | Церква Святої Покрови                                              | 08.04.23      | |
| 1325 | с. Мала Севастянівка      | Черкаська         | Церква Покрови Пресвятої Богородиці                                | 08.04.23      | |
| 1326 | с. Лісники                | Київська          | Церква Преображення Господнього                                    | 08.04.23      | |
| 1327 | с. Бушеве                 | Київська          | Церква Святої Трійці                                               | 08.04.23      | |
| 1328 | м. Нетішин                | Хмельницька       | Церква Собору Ікони Божої Матері «Неопалима Купина»                | 09.04.23      | |
| 1329 | м. Нетішин                | Хмельницька       | Церква Святої Преподобної Параскеви Сербської                      | 09.04.23      | |
| 1330 | с. Ільківка               | Вінницька         | Церква Святого Миколая                                             | 09.04.23      | Без настоятеля |
| 1331 | с. Пляхова                | Вінницька         | Церква Святої праведної Анни                                       | 09.04.23      | Без настоятеля |
| 1332 | с. Козинці                | Вінницька         | Церква Воздвиження Хреста Господнього                              | 09.04.23      | Без настоятеля |
| 1333 | с. Бабчинці               | Вінницька         | Церква Святої Покрови                                              | 10.04.23      | 2023 рік, точна дата невідома |
| 1334 | с. Лисянка                | Вінницька         | Церква Чуда Архістратига Михаїла                                   | 10.04.23      | 2023 рік, точна дата невідома |
| 1335 | с. Переорки               | Вінницька         | Церква Казанської ікони Божої Матері                               | 10.04.23      | 2023 рік, точна дата невідома |
| 1336 | смт. Вороновиця           | Вінницька         | Церква Різдва Богородиці                                           | 10.04.23      | 2023 рік, точна дата невідома |
| 1337 | с. Дриглів                | Житомирська       | Церква Святої Покрови                                              | 10.04.23      | Без настоятеля |
| 1338 | м. Хмельницький           | Хмельницька       | Церква Святого Юрія Переможця                                      | 10.04.23      | Без настоятеля |
| 1339 | смт. Летичів              | Хмельницька       | Церква Успіння Пресвятої Богородиці                                | 10.04.23      | |
| 1340 | с. Пліщин                 | Хмельницька       | Церква святого Іоана Богослова                                     | 10.04.23      | |
| 1341 | м. Красилів               | Хмельницька       | Церква Воскресіння Господнього                                     | 10.04.23      | Без настоятеля. Храм заблокували прихильники УПЦ МП. 9 лютого 2024 року Красилівський районний суд задовольнив позов релігійної громади Свято-Воскресенського храму ПЦУ та зобов'язав колишнього настоятеля храму Віталія Дунця не чинити перешкод релігійній громаді в користуванні приміщенням храму. У вересні того ж року Хмельницький апеляційний суд підтримав рішення суду першої інстанції. |
| 1342 | с. Горбаків               | Рівненська        | Церква Святої Трійці                                               | 10.04.23      | Перереєстрована 10.04.23 |
| 1343 | с. Пилява                 | Вінницька         | Церква Покрови Богородиці                                          | 10.04.23      | Перереєстрована 10.04.23 |
| 1344 | с. Великі Лісівці         | Житомирська       | Церква Святої Трійці                                               | 11.04.23      | Без настоятеля |
| 1345 | с. Маломихайлівка         | Дніпропетровська  | Церква Святих апостолів Петра і Павла                              | 11.04.23      | |
| 1346 | с. Мигове                 | Чернівецька       | Церква Святого Івана Сочавського                                   | 11.04.23      | |
| 1347 | с. Гаврилівці             | Чернівецька       | Церква святого цілителя і великомученика Пантелеймона              | 11.04.23      | |
| 1348 | с. Заставці               | Хмельницька       | Церква Різдва Богородиці                                           | 11.04.23      | |
| 1349 | с. Воронківці             | Хмельницька       | Церква Святого Михайла                                             | 11.04.23      | Була спроба переходу у березні 2022 |
| 1350 | с. Пашківці               | Хмельницька       | Церква святого Іоанна Богослова                                    | 12.04.23      | |
| 1351 | с. Киликиїв               | Хмельницька       | Церква Святої Параскеви                                            | 12.04.23      | Без настоятеля |
| 1352 | с. Косареве               | Рівненська        | Церква Покрови Пресвятої Богородиці                                | 12.04.23      | Без настоятеля |
| 1353 | с. П'ятка                 | Житомирська       | Церква Воскресіння Словущого                                       | 14.04.23      | Без настоятеля |
| 1354 | с. Ярославка              | Хмельницька       | Церква Святої Параскеви                                            | 14.04.23      | |
| 1355 | с. Шупики                 | Київська          | Церква Казанської ікони Божої Матері                               | 16.04.23      | |
| 1356 | с. Росошани               | Чернівецька       | Церква Святого Димитрія                                            | 17.04.23      | |
| 1357 | м. Самбір                 | Львівська         | Церква Успіння Богородиці                                          | 17.04.23      | |
| 1358 | с. Новоданилівка          | Миколаївська      | Церква Покрови Пресвятої Богородиці                                | 19.04.23      | |
| 1359 | м. Новомиргород           | Кіровоградська    | Церква Святого Миколая Чудотворця                                  | 22.04.23      | |
| 1360 | с. Лісові Гринівці        | Хмельницька       | Церква Святої мучениці Параскеви                                   | 22.04.23      | |
| 1361 | с. Горщик                 | Житомирська       | Церква Святого Димитрія                                            | 24.04.23      | Без настоятеля |
| 1362 | с. Куна                   | Вінницька         | Церква Різдва Божої Матері                                         | 24.04.23      | |
| 1363 | с. Рожни                  | Хмельницька       | Церква Покрови Пресвятої Богородиці                                | 26.04.23      | |
| 1364 | с. Сирове                 | Миколаївська      | Церква Святого Архістратига Михайла                                | 26.04.23      | Без настоятеля |
| 1365 | с. Уладівка               | Вінницька         | Церква Різдва Пресвятої Богородиці                                 | 27.04.23      | |
| 1366 | с. Пилипівка              | Житомирська       | Церква Успіння Пресвятої Богородиці                                | 28.04.23      | |
| 1367 | с. Томилівка              | Київська          | Церква Різдва Пресвятої Богородиці                                 | 29.04.23      | |
| 1368 | с. Трипілля               | Київська          | Церква Введення в храм Пресвятої Богородиці                        | 29.04.23      | |
| 1369 | с. Григорівка             | Хмельницька       | Церква Святого Миколая                                             | 29.04.23      | |
| 1370 | с. Буди                   | Вінницька         | Церква Святої Покрови                                              | 29.04.23      | |
| 1371 | с. Погорілівка            | Чернівецька       | Церква Святого Миколая                                             | 30.04.23      | |
| 1372 | с. Житні Гори             | Київська          | Церква Йосипа Обручника                                            | 30.04.23      | |
| 1373 | с. Хролин                 | Хмельницька       | Церква Святого апостола євангеліста Іоана Богослова                | 30.04.23      | |
| 1374 | м. Носівка                | Чернігівська      | Церква Святої Трійці                                               | 30.04.23      | Храм, що збудований 1765 року і має статус історичної пам'ятки, приватизований священником УПЦ МП |
| 1375 | с. Котлярка               | Житомирська       | Церква Святої Покрови                                              | 30.04.23      | |
| 1376 | с. Іршики                 | Хмельницька       | Церква Святого Михаїла                                             | 02.05.23      | |
| 1377 | с. Стецьки                | Хмельницька       | Церква Різдва Пресвятої Богородиці                                 | 02.05.23      | |
| 1378 | с. Попівці                | Хмельницька       | Церква Святого Миколая                                             | 02.05.23      | |
| 1379 | с. Пеньки                 | Хмельницька       | Церква Різдва Пресвятої Богородиці                                 | 02.05.23      | |
| 1380 | с. Губча                  | Хмельницька       | Церква Покрови Пресвятої Богородиці                                | 02.05.23      | |
| 1381 | с. Зеленці                | Хмельницька       | Церква Святого апостола і євангеліста Іоана Богослова              | 02.05.23      | |
| 1382 | с. Веснянка               | Хмельницька       | Церква Святого Юрія Переможця                                      | 02.05.23      | |
| 1383 | с. Хутір                  | Хмельницька       | Церква Святого Михаїла                                             | 02.05.23      | |
| 1384 | с. Піски                  | Житомирська       | Церква Святого Георгія                                             | 02.05.23      | |
| 1385 | с. Писарівка              | Вінницька         | Церква Покрови Пресвятої Богородиці                                | 02.05.23      | |
| 1386 | с. Політанки              | Вінницька         | Церква Архістратига Божого Михаїла                                 | 02.05.23      | |
| 1387 | с. Самушин                | Чернівецька       | Церква Різдва Пресвятої Богородиці                                 | 03.05.23      | |
| 1388 | с. Зіньків                | Хмельницька       | Церква Вознесіння Господнього                                      | 03.05.23      | |
| 1389 | с. Боришківці             | Хмельницька       | Церква Ікони Божої Всіх Скорботних Радість                         | 03.05.23      | |
| 1390 | с. Демидівка              | Вінницька         | Церква Покрови Пресвятої Богородиці                                | 03.05.23      | |
| 1391 | с. Носківці               | Вінницька         | Церква Різдва Пресвятої Богородиці                                 | 03.05.23      | |
| 1392 | с. Малий Порськ           | Волинська         | Церква Святої Параскеви                                            | 04.05.23      | |
| 1393 | с. Вахівка                | Київська          | Церква Апостола Луки                                               | 04.05.23      | |
| 1394 | с. Велика Димерка         | Київська          | Церква Покрови Богородиці                                          | 05.05.23      | |
| 1395 | с. Люлинці                | Вінницька         | Церква Покрови Пресвятої Богородиці                                | 06.05.23      | |
| 1396 | с. Синяк                  | Київська          | Церква Покрови Пресвятої Богородиці                                | 06.05.23      | |
| 1397 | с. Воронівці              | Хмельницька       | Церква Воздвиження Чесного Хреста                                  | 06.05.23      | |
| 1398 | с. Немиринці              | Хмельницька       | Церква Покрови Пресвятої Богородиці                                | 06.05.23      | |
| 1399 | с. Богданівка             | Київська          | Церква Святої мучениці Параскеви                                   | 06.05.23      | |
| 1400 | с. Острійки               | Київська          | Церква Покрови Пресвятої Богородиці                                | 07.05.23      | Без настоятеля |
| 1401 | с. Шибена                 | Хмельницька       | Церква Покрови Пресвятої Богородиці                                | 07.05.23      | Без настоятеля |
| 1402 | смт. Хорошів              | Житомирська       | Церква Святого Михайла                                             | 07.05.23      | Без настоятеля |
| 1403 | м. Броди                  | Львівська         | Церква / релігійна громада Жінок-Мироносиць                        | 08.05.23      | |
| 1404 | с. Безбородьки            | Черкаська         | Церква Успіння Бородиці                                            | 09.05.23      | |
| 1405 | м. Шпола                  | Черкаська         | Церква Святого Миколая                                             | 11.05.23      | |
| 1406 | смт. Меджибіж             | Хмельницька       | Церква Святого Миколая                                             | 11.05.23      | |
| 1407 | с. Летава                 | Хмельницька       | Церква Покрови Пресвятої Богородиці                                | 11.05.23      | |
| 1408 | с. Андріївка              | Хмельницька       | Церква святого апостола Андрія Первозванного                       | 11.05.23      | |
| 1409 | с. Камінь                 | Житомирська       | Церква Різдва Пресвятої Богородиці                                 | 11.05.23      | |
| 1410 | с. Озірна                 | Черкаська         | Церква Святої Покрови                                              | 12.05.23      | |
| 1411 | с. Перегінка              | Хмельницька       | Церква святого великомученика Димитрія Солунського                 | 12.05.23      | |
| 1412 | с. Попівці                | Хмельницька       | Церква Святого Михайла                                             | 12.05.23      | |
| 1413 | с. Жилинці                | Хмельницька       | Церква Святого Миколая                                             | 13.05.23      | |
| 1414 | с. Петропавлівське        | Київська          | Церква Святих Петра і Павла                                        | 13.05.23      | |
| 1415 | с. Великополовецьке       | Київська          | Церква Святої Покрови                                              | 13.05.23      | |
| 1416 | с. Раківка                | Київська          | Церква Успіння Пресвятої Богородиці                                | 13.05.23      | |
| 1417 | с. Вільне                 | Дніпропетровська  | Церква Великомученика Пантелеймона                                 | 14.05.23      | Без настоятеля |
| 1418 | с. Баговиця               | Хмельницька       | Церква Різдва Пресвятої Богородиці                                 | 14.05.23      | |
| 1419 | с. Соболівка              | Вінницька         | Церква Різдва Пресвятої Богородиці                                 | 14.05.23      | |
| 1420 | с. Попівка                | Черкаська         | Церква Святого Михайла                                             | 14.05.23      | |
| 1421 | с. Мизинівка              | Черкаська         | Церква Святого Георгія                                             | 14.05.23      | |
| 1422 | м. Рівне                  | Рівненська        | Церква преподобного Сергія Радонезького                            | 14.05.23      | |
| 1423 | с. Гаївка                 | Хмельницька       | Церква Ікони Божої Матері «Живоносне джерело»                      | 15.05.23      | |
| 1424 | с. Підліски               | Хмельницька       | Капличка Святого Дмитра                                            | 15.05.23      | |
| 1425 | с. Глибочок               | Житомирська       | Церква Успіння Пресвятої Богородиці                                | 17.05.23      | Без настоятеля |
| 1426 | с. Малосілка              | Житомирська       | Церква Святого Михайла                                             | 17.05.23      | Без настоятеля |
| 1427 | с. Мокрець                | Хмельницька       | Церква Святої Покрови                                              | 17.05.23      | Без настоятеля |
| 1428 | с. Морозів                | Хмельницька       | Церква Успіння Богородиці                                          | 19.05.23      | |
| 1429 | с. Підлісний Мукарів      | Хмельницька       | Церква Покрову Богородиці                                          | 19.05.23      | |
| 1430 | с. Зіньки                 | Хмельницька       | Церква Вознесіння Господнього                                      | 20.05.23      | |
| 1431 | с. Гальчинці              | Хмельницька       | Церква Святої Параскеви                                            | 20.05.23      | |
| 1432 | с. Москаленки             | Київська          | Церква Святого Миколая                                             | 20.05.23      | |
| 1433 | смт. Теофіполь            | Хмельницька       | Церква Іоана Кронштадтського                                       | 21.05.23      | |
| 1434 | с. Гуща                   | Волинська         | Церква Преображення Господнього                                    | 21.05.23      | |
| 1435 | с. Слободище              | Житомирська       | Церква Святого Миколая                                             | 22.05.23      | |
| 1436 | с. Коржівці               | Хмельницька       | Церква Святих Петра і Павла                                        | 22.05.23      | |
| 1437 | с. Седлище                | Волинська         | Церква Святого Георгія                                             | 23.05.23      | |
| 1438 | с. Воля-Любитівська       | Волинська         | Церква Святителя Петра (Могили)                                    | 23.05.23      | |
| 1439 | с. Хижинці                | Житомирська       | Церква Покрови Богородиці                                          | 25.05.23      | |
| 1440 | м. Червоноград            | Львівська         | Церква Іоана Богослова                                             | 25.05.23      | |
| 1441 | смт. Новооржицьке         | Полтавська        | Церква Різдва Пресвятої Богородиці                                 | 26.05.23      | Без настоятеля |
| 1442 | с. Шибене                 | Київська          | Церква Покрови Пресвятої Богородиці                                | 26.05.23      | |
| 1443 | с. Кримне                 | Волинська         | Церква Різдва Святого Іоанна Предтечі                              | 26.05.23      | |
| 1444 | с. Бережанка              | Волинська         | Церква Святого Георгія                                             | 26.05.23      | |
| 1445 | с. Новий Мосир            | Волинська         | Церква Святого Михайла                                             | 26.05.23      | |
| 1446 | смт. Приютівка            | Кіровоградська    | Церква Святого Георгія                                             | 27.05.23      | |
| 1447 | с. Круподеринці           | Полтавська        | Церква Різдва Пресвятої Богородиці                                 | 27.05.23      | Без настоятеля |
| 1448 | с. Бережинці              | Хмельницька       | Церква Святого Михайла                                             | 27.05.23      | |
| 1449 | м. Яготин                 | Київська          | Церква Святого Пантелеймона                                        | 28.05.23      | |
| 1450 | с. Траулин                | Хмельницька       | Церква Покрови Пресвятої Богородиці                                | 28.05.23      | Без настоятеля |
| 1451 | с. Поляна                 | Хмельницька       | Церква Святого Михайла                                             | 28.05.23      | |
| 1452 | с. Хутори                 | Хмельницька       | Церква Святого Михайла                                             | 29.05.23      | |
| 1453 | с. Митинці                | Хмельницька       | Церква Святого Миколая                                             | 29.05.23      | |
| 1454 | с. Шпичинці               | Хмельницька       | Церква Святого Дмитра                                              | 29.05.23      | |
| 1455 | с. Ревбинці               | Черкаська         | Церква Святого Василя Великого                                     | 01.06.23      | |
| 1456 | с. Іркліїв                | Черкаська         | Церква Святої Трійці                                               | 01.06.23      | |
| 1457 | с. Велика Медведівка      | Хмельницька       | Церква пророка Іллі                                                | 02.06.23      | |
| 1458 | с. Гоголів                | Київська          | Церква Різдва Пресвятої Богородиці                                 | 02.06.23      | |
| 1459 | с. Забуяння               | Київська          | Церква Покрови Пресвятої Богородиці                                | 03.06.23      | |
| 1460 | с. Проців                 | Київська          | Церква Святого Михайла                                             | 03.06.23      | Без настоятеля |
| 1461 | м. Лохвиця                | Полтавська        | Церква Благовіщення Господнього                                    | 04.06.23      | Без настоятеля. |
| 1462 | с. Киданівка              | Київська          | Церква Святого Михайла                                             | 04.06.23      | |
| 1463 | смт. Антонівка            | Херсонська        | Церква Різдва Богородиці                                           | 04.06.23      | |
| 1464 | с. Сенькове               | Харківська        | Церква Успіння Пресвятої Богородиці                                | 04.06.23      | |
| 1465 | с. Волиця-Керекешина      | Хмельницька       | Церква Святої Покрови                                              | 04.06.23      | Без настоятеля |
| 1466 | с. Гордіївка              | Житомирська       | Церква Святого Іоана Богослова                                     | 07.06.23      | |
| 1467 | с. Печанівка              | Житомирська       | Церква Святого Архістратига Михаїла                                | 07.06.23      | |
| 1468 | с. Медвеже Вушко          | Вінницька         | Церква Різдва Богородиці                                           | 07.06.23      | |
| 1469 | с. Новий Биків            | Чернігівська      | Церква Успіння Пресвятої Богородиці                                | 09.06.23      | |
| 1470 | с. Ільківці               | Хмельницька       | Церква Іоанна Богослова                                            | 09.06.23      | |
| 1471 | с. Колісець               | Хмельницька       | Церква Святої Трійці                                               | 09.06.23      | |
| 1472 | с. Сковородки             | Хмельницька       | Церква Успіння Пресвятої Богородиці                                | 09.06.23      | |
| 1473 | с. Вільховець             | Київська          | Церква Успіння Пресвятої Богородиці                                | 10.06.23      | |
| 1474 | с. Заворичі               | Київська          | Церква Святого Георгія                                             | 10.06.23      | |
| 1475 | с. Сухоліси               | Київська          | Церква Преображення Господнього                                    | 10.06.23      | |
| 1476 | м. Миронівка              | Київська          | Церква Святого Михайла                                             | 11.06.23      | |
| 1477 | с. Голодьки               | Вінницька         | Церква Святого Миколая                                             | 11.06.23      | |
| 1478 | с. Полствин               | Черкаська         | Церква Святого Михайла                                             | 11.06.23      | |
| 1479 | с. Абрикосівка            | Хмельницька       | Церква Святого Миколая                                             | 13.06.23      | |
| 1480 | с. Волиця                 | Хмельницька       | Церква Святого Михайла                                             | 14.06.23      | Без настоятеля |
| 1481 | с. Чкалове                | Дніпропетровська  | Церква Святого Миколая                                             | 15.06.23      | |
| 1482 | с. Новоселиця             | Хмельницька       | Церква Святого Євангелиста Луки                                    | 15.06.23      | |
| 1483 | с. Баглаї                 | Хмельницька       | Церква Казанської ікони Божої Матері                               | 15.06.23      | |
| 1484 | с. Фурманівка             | Хмельницька       | Церква святих Косьми і Даміана                                     | 15.06.23      | |
| 1485 | с. Песець                 | Хмельницька       | Церква Різдва Пресвятої Богородиці                                 | 15.06.23      | |
| 1486 | с. Долинське              | Дніпропетровська  | Церква свв. Захарія та Єлизавети                                   | 16.06.23      | |
| 1487 | с. Лихоліти               | Черкаська         | Церква Святого Апостола і Євангеліста Луки                         | 17.06.23      | |
| 1488 | м. Вишгород               | Київська          | Церква Бориса і Гліба                                              | 17.06.23      | |
| 1489 | с. Чорний Потік           | Чернівецька       | Церква св.арх. Михаїла                                             | 17.06.23      | |
| 1490 | с. Цибулівка              | Вінницька         | Церква Святого Михайла                                             | 18.06.23      | |
| 1491 | с. Циблі                  | Київська          | Церква Святого Іллі                                                | 18.06.23      | Без настоятеля |
| 1492 | м. Київ                   | Київ              | Церква Святої Покрови                                              | 18.06.23      | |
| 1493 | с. Вербка                 | Хмельницька       | Церква св. вмч. Димитрія Солунського                               | 20.06.23      | |
| 1494 | с. Сторожове              | Полтавська        | Церква Всіх Святих                                                 | 20.06.23      | |
| 1495 | с. Ярунь                  | Житомирська       | Церква Святої Покрови                                              | 22.06.23      | |
| 1496 | с. Велика Рішнівка        | Хмельницька       | Церква святого апостола Андрія Первозваного                        | 22.06.23      | Без настоятеля |
| 1497 | с. Морозівка              | Хмельницька       | Церква Святого Архістратига Михайла                                | 22.06.23      | |
| 1498 | м. Світловодськ           | Кіровоградська    | Церква Покрови Пресвятої Богородиці                                | 25.06.23      | |
| 1499 | с. Іванівці               | Чернівецька       | Церква Олександра Невського                                        | 25.06.23      | |
| 1500 | с. Поляхова               | Хмельницька       | Церква Святої Покрови                                              | 25.06.23      | Без настоятеля |
| 1501 | смт. Макарів              | Київська          | Церква Святого Іллі                                                | 25.06.23      | |
| 1502 | с. Тальянки               | Черкаська         | Церква Покрови Пресвятої Богородиці                                | 27.06.23      | |
| 1503 | с. Михайлівка             | Вінницька         | Церква Покрови                                                     | 28.06.23      | |
| 1504 | м. Черкаси                | Черкаська         | Церква Стрітення Господнього                                       | 29.06.23      | |
| 1505 | с. Волиця                 | Хмельницька       | Церква святого Іоанна Богослова                                    | 30.06.23      | Без настоятеля |
| 1506 | с. Скраглівка             | Житомирська       | Церква Святого Іоана Богослова                                     | 30.06.23      | Без настоятеля |
| 1507 | с. Троїцьке               | Київська          | Церква Святої Покрови                                              | 30.06.23      | |
| 1508 | с. Прилипче               | Чернівецька       | Церква Успіння Пресвятої Богородиці                                | 01.07.23      | |
| 1509 | с. Адамівка               | Хмельницька       | Церква Святої Покрови                                              | 02.07.23      | |
| 1510 | с. Кунча                  | Хмельницька       | Церква Святого Дмитра                                              | 02.07.23      | Без настоятеля |
| 1511 | смт. Чорнобай             | Черкаська         | Церква святої Варвари                                              | 07.07.23      | |
| 1512 | с. Івонівка               | Вінницька         | Церква Покрови Пресвятої Богородиці                                | 07.07.23      | |
| 1513 | с. Бандишівка             | Вінницька         | Церква Покрови Пресвятої Богородиці                                | 07.07.23      | |
| 1514 | с. Мервинці               | Вінницька         | Церква Різдва Пресвятої Богородиці                                 | 07.07.23      | |
| 1515 | с. Ценява                 | Івано-Франківська | Церква Ікони Божої Матері «Всецариця»                              | 07.07.23      | |
| 1516 | смт. Бродецьке            | Вінницька         | Церква Святої Покрови                                              | 08.07.23      | |
| 1517 | с. Ісайки                 | Київська          | Церква Святого Михайла                                             | 08.07.23      | |
| 1518 | смт. Бородянка            | Київська          | Церква Архістратига Михаїла                                        | 09.07.23      | |
| 1519 | с. Крушинка               | Київська          | Церква Воздвиження Хреста                                          | 11.07.23      | |
| 1520 | с. Василівка              | Житомирська       | Церква Святого Михайла                                             | 15.07.23      | Без настоятеля |
| 1521 | с. Кузьминці              | Хмельницька       | Церква Димитрія Солунського                                        | 15.07.23      | |
| 1522 | с. Святець                | Хмельницька       | Церква Різдва Богородиці                                           | 16.07.23      | |
| 1523 | с. Кустівці               | Хмельницька       | Церква Покрови Пресвятої Богородиці                                | 19.07.23      | |
| 1524 | с. Горностайпіль          | Київська          | Церква Святого Миколая                                             | 21.07.23      | |
| 1525 | м. Полонне                | Хмельницька       | Церква Святої Покрови                                              | 23.07.23      | |
| 1526 | с. Немерче                | Вінницька         | Церква Іоана Богослова                                             | 23.07.23      | |
| 1527 | м. Біла Церква            | Київська          | Кафедральний Спасо-Преображенський собор                           | 23.07.23      | |
| 1528 | м. Кролевець              | Сумська           | Церква Різдва Богородиці                                           | 28.07.23      | |
| 1529 | с. Гречинці               | Хмельницька       | Церква Святого Василя                                              | 28.07.23      | |
| 1530 | с. Жабелівка              | Вінницька         | Церква Казанської Ікони                                            | 29.07.23      | |
| 1531 | с. Михайлівка             | Вінницька         | Церква Іоана Богослова                                             | 29.07.23      | |
| 1532 | м. Корсунь-Шевченківський | Черкаська         | Церква Нерукотворного образу Христа                                | 29.07.23      | |
| 1533 | смт. Ворзель              | Київська          | Церква апостолів Петра і Павла                                     | 30.07.23      | |
| 1534 | с. Луг                    | Закарпатська      | Церква Зішестя Святого Духа                                        | 30.07.23      | |
| 1535 | с. Новоставці             | Хмельницька       | Церква Святого Михайла                                             | 30.07.23      | Без настоятеля |
| 1536 | м. Хмельницький           | Хмельницька       | Церква Віри, Надії, Любові та Софії                                | 01.08.23      | |
| 1537 | м. Ізяслав                | Хмельницька       | Церква ікони «Відчайдушних єдина надія»                            | 01.08.23      | |
| 1538 | м. Біла Церква            | Київська          | Микільська церква                                                  | 02.08.23      | |
| 1539 | м. Ірпінь                 | Київська          | Церква Священномученика Володимира                                 | 02.08.23      | |
| 1540 | с. Миролюбівка            | Херсонська        | Церква Іоана Предтечі                                              | 04.08.23      | |
| 1541 | с. Пристроми              | Київська          | Церква Архістратига Михаїла                                        | 05.08.23      | |
| 1542 | с. Підгірці               | Київська          | Церква Чуда Архістратига Михаїла                                   | 06.08.23      | |
| 1543 | с. Залісся Перше          | Хмельницька       | Церква Архістратига Михаїла                                        | 08.08.23      | |
| 1544 | смт. Нові Санжари         | Полтавська        | Церква Святої Трійці                                               | 09.08.23      | |
| 1545 | с. Олександрівка          | Вінницька         | Церква Покрови                                                     | 09.08.23      | |
| 1546 | с. Великі Крушлинці       | Вінницька         | Церква Усікновення                                                 | 09.08.23      | |
| 1547 | м. Буча                   | Київська          | Церква Почаївської Ікони                                           | 12.08.23      | |
| 1548 | с. Велика Олександрівка   | Київська          | Церква рівноап. Ніни                                               | 12.08.23      | |
| 1549 | смт. Димер                | Київська          | Церква Косьми і Даміана                                            | 14.08.23      | |
| 1550 | с. Литвинівка             | Київська          | Церква святої Параскеви                                            | 14.08.23      | |
| 1551 | м. Херсон                 | Херсонська        | Церква ікони «Всіх скорботних Радість»                             | 14.08.23      | |
| 1552 | с. Дерев'яне              | Рівненська        | Церква                                                             | 15.08.23      | |
| 1553 | с. Кургани                | Рівненська        | Церква                                                             | 15.08.23      | |
| 1554 | с. Більківці              | Житомирська       | Церква Успіння Божої Матері                                        | 16.08.23      | Без настоятеля |
| 1555 | с. Великий Хутір          | Черкаська         | Церква Петра і Павла                                               | 16.08.23      | |
| 1556 | м. Київ                   | Київ              | Церква апостола Луки                                               | 17.08.23      | |
| 1557 | смт. Савинці              | Харківська        | Церква Успіння Богородиці                                          | 17.08.23      | |
| 1558 | м. Черкаси                | Черкаська         | Церква Софронія Іркутського                                        | 18.08.23      | |
| 1559 | с. Гаркушинці             | Полтавська        | Церква святої Варвари                                              | 20.08.23      | |
| 1560 | с. Довжок                 | Хмельницька       | Церква Різдва Богородиці                                           | 20.08.23      | |
| 1561 | с. Оленівка               | Вінницька         | Церква Іоана Богослова                                             | 23.08.23      | |
| 1562 | м. Кам'янка               | Черкаська         | Церква Миколи Чудотворця                                           | 24.08.23      | |
| 1563 | с. Малополовецьке         | Київська          | Церква Різдва Богородиці                                           | 25.08.23      | |
| 1564 | с. Креничі                | Київська          | Церква Святої Покрови                                              | 26.08.23      | |
| 1565 | с. Мирославка             | Житомирська       | Церква Святої Покрови                                              | 27.08.23      | Без настоятеля |
| 1566 | с. Попівка                | Полтавська        | Церква Святого Миколая                                             | 29.08.23      | |
| 1567 | с. Черевки                | Полтавська        | Церква Покрови Богородиці                                          | 29.08.23      | |
| 1568 | с. Мехедівка              | Черкаська         | Церква Успіння Богородиці                                          | 31.08.23      | |
| 1569 | м. Сарни                  | Рівненська        | Церква Почаївської ікони                                           | 01.09.23      | |
| 1570 | с. Яблунівка              | Черкаська         | Церква Івана Богослова                                             | 03.09.23      | |
| 1571 | с. Грибенинка             | Хмельницька       | Церква Пророка Іллі                                                | 04.09.23      | |
| 1572 | с. Райгород               | Черкаська         | Церква Іоанна Хрестителя                                           | 05.09.23      | |
| 1573 | смт. Рокитне              | Київська          | Церква Різдва Пресвятої Богородиці                                 | 09.09.23      | |
| 1574 | с. Райки                  | Житомирська       | Церква Святої Трійці                                               | 10.09.23      | |
| 1575 | с. Піщане                 | Полтавська        | Церква Успіння Пресвятої Богородиці                                | 12.09.23      | |
| 1576 | с. Шаповалівка            | Чернігівська      | Церква Святого Миколая                                             | 14.09.23      | |
| 1577 | смт. Чорнухи              | Полтавська        | Церква Святої Покрови                                              | 16.09.23      | |
| 1578 | с. Яворівці               | Хмельницька       | Церква Святого Дмитра                                              | 16.09.23      | |
| 1579 | с. Скаківка               | Житомирська       | Церква Іоана Богослова                                             | 21.09.23      | Без настоятеля |
| 1580 | смт. Шишаки               | Полтавська        | Церква Різдва Пресвятої Богородиці                                 | 23.09.23      | |
| 1581 | с. Великі Дмитровичі      | Київська          | Церква Іоана Богослова                                             | 23.09.23      | |
| 1582 | м. Буча                   | Київська          | Церква Святого Дмитра                                              | 23.09.23      | |
| 1583 | с. Тріскині               | Рівненська        | Церква святого Миколая                                             | 27.09.23      | |
| 1584 | с. Дерев'яна              | Київська          | Церква Покрови Богородиці                                          | 30.09.23      | |
| 1585 | м. Луцьк                  | Волинська         | Церква Марії Магдалини                                             | 01.10.23      | |
| 1586 | с. Каплівка               | Чернівецька       | Церква Івана Богослова                                             | 01.10.23      | |
| 1587 | с. Роставиця              | Житомирська       | Церква Святого Михайла                                             | 03.10.23      | |
| 1588 | с. Високе                 | Херсонська        | Церква Покрови Пресвятої Богородиці                                | 03.10.23      | |
| 1589 | с. Кульчини               | Хмельницька       | Церква Різдва Богородиці                                           | 06.10.23      | |
| 1590 | с. Кульчинки              | Хмельницька       | Церква Святого Дмитра                                              | 06.10.23      | |
| 1591 | с. Чепелівка              | Хмельницька       | Церква Святої Покрови                                              | 07.10.23      | |
| 1592 | с. Собіщиці               | Рівненська        | Церква Воздвиження Хреста Господнього                              | 08.10.23      | |
| 1593 | с. Нове Село              | Хмельницька       | Церква Святого Дмитра                                              | 08.10.23      | |
| 1594 | с. Дружне                 | Хмельницька       | Церква Святої Покрови                                              | 09.10.23      | |
| 1595 | с. Богданівка             | Київська          | Церква Петра і Павла                                               | 11.10.23      | |
| 1596 | с. Лиса Гора              | Миколаївська      | Церква Покрови Пресвятої Богородиці                                | 12.10.23      | |
| 1597 | с. Синюхин Брід           | Миколаївська      | Церква Архістратига Михаїла                                        | 12.10.23      | |
| 1598 | с. Швайківка              | Житомирська       | Церква Різдва Пресвятої Богородиці                                 | 12.10.23      | |
| 1599 | с. Піща                   | Волинська         | Церква Казанської ікони                                            | 13.10.23      | |
| 1600 | м. Буча                   | Київська          | Церква Петра і Павла                                               | 14.10.23      | |
| 1601 | с. Горонглаб              | Закарпатська      | Церква Петра і Павла                                               | 15.10.23      | |
| 1602 | с. Хмелівка               | Київська          | Церква Святої Покрови                                              | 15.10.23      | |
| 1603 | с. Озаринці               | Вінницька         | Церква Різдва Богородиці                                           | 15.10.23      | |
| 1604 | с. Волошки                | Волинська         | Церква Святого Миколая                                             | 17.10.23      | |
| 1605 | смт. Стеблів              | Черкаська         | Церква Вознесіння Господнього                                      | 19.10.23      | |
| 1606 | с. Лажева                 | Хмельницька       | Церква Святого Михайла                                             | 20.10.23      | |
| 1607 | с. Мар'янівка             | Хмельницька       | Церква Різдва Богородиці                                           | 20.10.23      | |
| 1608 | с. Вишнопіль              | Черкаська         | Церква Івана Богослова                                             | 24.10.23      | |
| 1609 | м. Ірпінь                 | Київська          | Церква Святої Трійці                                               | 25.10.23      | |
| 1610 | с. Іванковичі             | Київська          | Церква Святого Андрія                                              | 25.10.23      | |
| 1611 | с. Манівці                | Хмельницька       | Церква Апостола Луки                                               | 25.10.23      | |
| 1612 | с. Лагодинці              | Хмельницька       | Церква Покрови Богородиці                                          | 25.10.23      | |
| 1613 | с. Пилипи                 | Хмельницька       | Церква Святого Миколая                                             | 25.10.23      | Без настоятеля |
| 1614 | с. Печеськи               | Хмельницька       | Церква Покрови Пресвятої Богородиці                                | 25.10.23      | Без настоятеля |
| 1615 | с. Грицики                | Хмельницька       | Церква Успіння Богородиці                                          | 25.10.23      | Без настоятеля |
| 1616 | м. Дунаївці               | Хмельницька       | Церква Святої Праведної Анни                                       | 25.10.23      | |
| 1617 | с. Тарасівка              | Київська          | Церква Свято-Чудо-Михайлівська                                     | 27.10.23      | |
| 1618 | с. Ярешки                 | Житомирська       | Церква Святої Покрови                                              | 31.10.23      | Без настоятеля |
| 1619 | с. Бровки Перші           | Житомирська       | Церква Святого Пантелеймона                                        | 02.11.23      | |
| 1620 | с. Дарівка                | Волинська         | Церква Святого Миколая                                             | 03.11.23      | |
| 1621 | с. Западинці              | Хмельницька       | Церква Святого Миколая                                             | 05.11.23      | |
| 1622 | с. Баглайки               | Хмельницька       | Церква Святого Миколая                                             | 05.11.23      | |
| 1623 | с. Росолівці              | Хмельницька       | Церква Святого Михайла                                             | 07.11.23      | |
| 1624 | с. Вітківці               | Хмельницька       | Церква Воздвиження Хреста Господнього                              | 07.11.23      | |
| 1625 | с. Русанівка              | Житомирська       | Церква Нерукотворного Образа                                       | 08.11.23      | |
| 1626 | с. Облітки                | Житомирська       | Церква Святого Миколая                                             | 08.11.23      | |
| 1627 | с. Мала Рача              | Житомирська       | Церква Іоана Богослова                                             | 08.11.23      | |
| 1628 | с. Велика Рача            | Житомирська       | Церква Казанської ікони                                            | 08.11.23      | |
| 1629 | с. Межирічка              | Житомирська       | Церква Покрови Богородиці                                          | 08.11.23      | |
| 1630 | с. Чудин                  | Житомирська       | Церква Вознесіння Господнього                                      | 08.11.23      | |
| 1631 | с. Харліївка              | Житомирська       | Церква Преображення Господнього                                    | 09.11.23      | |
| 1632 | с. Лебединці              | Житомирська       | Церква Святого Іоана Богослова                                     | 09.11.23      | |
| 1633 | с. Малий Кучурів          | Чернівецька       | Церква Святого Миколая                                             | 11.11.23      | |
| 1634 | с. Маківка                | Київська          | Церква Святого Миколая                                             | 12.11.23      | Без настоятеля |
| 1635 | м. Ладижин                | Вінницька         | Церква Казанської ікони                                            | 12.11.23      | |
| 1636 | м. Черкаси                | Черкаська         | Монастир Різдва Богородиці                                         | 16.11.23      | |
| 1637 | с. Загінці                | Хмельницька       | Церква Покрови Богородиці                                          | 16.11.23      | |
| 1638 | с. Ленківці               | Чернівецька       | Церква Петра і Павла                                               | 19.11.23      | |
| 1639 | м. Корсунь-Шевченківський | Черкаська         | Церква Покрови Богородиці                                          | 22.11.23      | |
| 1640 | с. Корсунь-Шевченківський | Черкаська         | Церква Святого Іллі                                                | 22.11.23      | |
| 1641 | м. Чорнобиль              | Київська          | Церква Святого Іллі                                                | 22.11.23      | |
| 1642 | с. Березняки              | Черкаська         | Церква Різдва Пресвятої Богородиці                                 | 22.11.23      | |
| 1643 | с. Пиків                  | Вінницька         | Церква Покрови Богородиці                                          | 22.11.23      | |
| 1644 | с. Ржавинці               | Чернівецька       | Церква Святої Трійці                                               | 24.11.23      | |
| 1645 | с. Городище               | Вінницька         | Церква Параскеви П'ятниці                                          | 24.11.23      | |
| 1646 | с. Ставки                 | Волинська         | Церква Святої Покрови                                              | 30.11.23      | |
| 1647 | с. Овлочин                | Волинська         | Церква Воздвиження Хреста Господнього                              | 30.11.23      | |
| 1648 | с. Поправка               | Київська          | Церква Святого Миколая                                             | 30.11.23      | |
| 1649 | с. Великі Канівці         | Черкаська         | Церква Преображення Господнього                                    | 02.12.23      | |
| 1650 | с. Улашанівка             | Хмельницька       | Церква Казанської Ікони                                            | 04.12.23      | |
| 1651 | с. Малий Чернятин         | Хмельницька       | Церква Димитрія Солунського                                        | 04.12.23      | |
| 1652 | м. Кременець              | Тернопільська     | Собор Святого Миколая                                              | 06.12.23      | |
| 1653 | с. Бережани               | Вінницька         | Церква Різдва Богородиці                                           | 06.12.23      | |
| 1654 | с. Новичі                 | Хмельницька       | Церква Святої Покрови                                              | 09.12.23      | |
| 1655 | с. Жолудки                | Хмельницька       | Церква Святої Параскеви                                            | 09.12.23      | |
| 1656 | с. Лісогірка              | Хмельницька       | Церква Архістратига Михаїла                                        | 13.12.23      | |
| 1657 | м. Кам'янець-Подільський  | Хмельницька       | Церква Воздвиження Хреста Господнього                              | 13.12.23      | |
| 1658 | с. Великий Карашин        | Київська          | Церква Святої Трійці                                               | 16.12.23      | |
| 1659 | с. Звертів                | Львівська         | Церква Святої Трійці                                               | 20.12.23      | |
| 1660 | с. Стриєва                | Житомирська       | Церква Святого Феодосія                                            | 21.12.23      | Без настоятеля |
| 1661 | с. Серебрія               | Вінницька         | Церква Святого Михайла                                             | 23.12.23      | |
| 1662 | с. Залізниця              | Волинська         | Церква Покрови Богородиці                                          | 29.12.23      | |
| 1663 | смт. Калинівське          | Херсонська        | Церква Архістратига Михаїла                                        | 31.12.23      | |

🟥 — парафія не перейшла (попри повідомлення про перехід) або повернулась в УПЦ МП

## Інтерактивна карта переходів
У разі виявлення відсутніх записів у таблиці вище, додайте з цієї карти: 